# Isingiro
Isingiro – miasto w Ugandzie, stolica dystryktu Isingiro.